# Храм Радга-Крішна (Лондон)
Храм Радга-Крішни в Лондоні (англ. The Radha-Krishna Temple) — індуїстський крішнаїтський храм Міжнародного товариства свідомості Крішни (ІСККОН) в лондонському кварталі Сохо. Храм, присвячений Радзі і Крішні, був заснований в 1969 року учнями Бхактіведанти Свамі Прабхупади з фінансовою підтримкою Джорджа Харрісона. Це був перший храм Радгі-Крішни у Європі. Храм є місцем поклоніння для тисяч британський індуїстів.
У 1969 році кришнаїти Храму Радгі-Крішни в Лондоні разом з Джорджем Харрісоном створили музичний колектив Radha Krishna Temple, що випустив перший в історії музики поп-альбом санскритських мантр The Radha Krsna Temple і два хіт-сингла — «Hare Krishna Mantra» і «Govinda».

## Історія
Храм був відкритий в 1969 році американськими кришнаїтами — учнями Бхактіведанти Свамі Прабхупади з фінансовою підтримкою Джорджа Харрісона. У тому ж році, під час свого першого візиту до Великої Британії, Прабхупада провів у храмі урочистий обряд установки божеств Радгі-Крішни, яким він дав ім'я "Шрі Шрі Радга-Лондонішвара ".
Спочатку храм розташовувався в квартирі в житловому кварталі в центрі Лондона за адресою 7 Bury Place. На початку 1970-х років в муніципальний рада стали надходити скарги від сусідів на шум від проведених в храмі ритуалів і на незручності через велику кількість вірян, що приходили в храм. У результаті, в 1974 році муніципальна рада ухвалила рішення, що забороняє кришнаитам здійснювати культову діяльність на території храму і зобов'язує ІСККОН перетворити храм в офіс. У відповідь на це ІСККОН мобілізував підтримку індійських індуїстів, які проживали в Лондоні, і почав кампанію на захист права на здійснення релігійного поклоніння в храмі. Кампанія зазнала невдачі і в 1979 році ІСККОН ухвалив рішення перемістити храм у нове приміщення, що знаходилося неподалік в кварталі Сохо.